# Бовуар-ан-Руаян
Бовуар-ан-Руаян (фр. Beauvoir-en-Royans) — коммуна во Франции, находится в регионе Рона — Альпы. Департамент коммуны — Изер. Входит в состав кантона Сюд Грезиводан. Округ коммуны — Гренобль.
Код INSEE коммуны — 38036. Население коммуны на 2012 год составляло 82 человека. Населённый пункт находится на высоте от 160 до 606 метров над уровнем моря. Муниципалитет расположен на расстоянии около 480 км юго-восточнее Парижа, 85 км юго-восточнее Лиона, 32 км западнее Гренобля. Мэр коммуны — M. Jacques Bourgeat, мандат действует на протяжении 2014—2020 гг.
Динамика населения (INSEE):